# Ernst von Schönfeldt (Jurist, 1937)
Ernst von Schönfeldt (* 23. Juni 1937 in Schweinfurt) ist ein deutscher Richter und ehemaliger FDP-Politiker. Er war Mitglied der Bremischen Bürgerschaft.

## Biografie
Ernst von Schönfeldt entstammt dem Meißnischen Uradel, der Familie von Schönfeld. Seine Familienlinie führt die Schreibweise Schönfeldt. Die Eltern sind der Rittergutsbesitzer auf Werben bei Cottbus, seit 1464 in Familienhand, Hauptmann Ernst von Schönfeldt (1904–1939) und seine Frau Christa geb. von Frankenberg und Proschlitz. Christa heiratete 1945 in zweiter Ehe den Vetter und Gutsbesitzer auf Gulben, Heinrich (Heinz) von Schönfeldt, Oberst, dessen erste Ehe im Vorjahr geschieden worden war. 
Er begann an der Philipps-Universität Marburg Rechtswissenschaft zu studieren und  wurde am 30. Januar 1959 im Corps Teutonia zu Marburg recipiert. Als geklammerter Fuchsmajor inaktiviert, wechselte er an die Freie Universität Berlin und die Westfälische Wilhelms-Universität Münster. Nachdem er 1964 das Referendar- und 1968 das Assessorexamen bestanden hatte, war er 1968–1975 Gerichtsassessor und Richter am Amtsgericht Bremen und am Landgericht Bremen. Für die Freie Demokratische Partei saß er 1975–1983 in der Bremischen Bürgerschaft. Er engagierte sich in verschiedenen Deputationen. 1977–1979 war er stellvertretender FDP-Fraktionsvorsitzender. 1980–1983 war er stellvertretender Vorsitzender des Untersuchungsausschusses zu den Ausschreitungen bei der Gelöbnisfeier in Bremen 1980. 1983–1997 war er Jugendrichter und Vollstreckungsleiter am Amtsgericht Bremen. An der Deutschen Außenhandels- und Verkehrs-Akademie, einer betriebswirtschaftlichen Fachhochschule, war er Dozent. Im Ruhestand war er Wiedereinrichter eines landwirtschaftlichen Betriebs in Ermsleben, Sachsen-Anhalt.
Verheiratet ist er seit 1965 mit der Krankengymnastin und späteren Bürgerschaftsabgeordnete Annelene von Schönfeld geb. Rausch, Tochter des Gynäkologen Konrad Rausch und der Anneliese Sperling. Der Ehe entstammen zwei Töchter, die Zwillingsschwestern Friederike und Verena.